# Co gryzie Gilberta Grape’a
Co gryzie Gilberta Grape’a (ang. What’s Eating Gilbert Grape) – amerykański dramat filmowy z 1993 roku w reżyserii Lasse Hallströma. Scenariusz napisał na podstawie własnej książki Peter Hedges. Zdjęcia kręcono w Teksasie.

## Opis fabuły
W małym miasteczku Endora w amerykańskim stanie Iowa mieszka Gilbert Grape (Johnny Depp), który pracuje w sklepie spożywczym „Lamsona”. Od kiedy w piwnicy powiesił się jego ojciec, jest zmuszony do zarabiania i opiekowania się całą rodziną: chorobliwie otyłą matką (Darlene Cates) i młodszym bratem z niepełnosprawnością umysłową – Arnim (Leonardo DiCaprio) oraz dwiema siostrami: starszą Amy (Laura Harrington) i młodszą Ellen (Mary Kate Schellhardt).
Pewnego dnia przez miasteczko przejeżdża konwój wozów z przyczepami campingowymi. Jeden z nich ulega awarii i jadąca w nim Becky (Juliette Lewis) wraz ze swoją babką musi pozostać w nim nieco dłużej. Gilbert i Becky zbliżają się do siebie.

## Obsada
- Johnny Depp – Gilbert Grape
- Leonardo DiCaprio – Arnie Grape
- Juliette Lewis – Becky
- Mary Steenburgen – Betty Carver
- Darlene Cates – mama (Bonnie Grape)
- Laura Harrington – Amy Grape
- Mary Kate Schellhardt – Ellen Grape
- John C. Reilly – Tucker Van Dyke
- Crispin Glover – Bobby McBurney
- Penelope Branning – babcia Becky
- Susan Loughran – pani Lamson
- Tim Green – pan Lamson
- Kevin Tighe – Ken Carver
- Brady Coleman – szeryf Jerry Farrel
- Mark Jordan – Todd Carver

## Nagrody i nominacje
Amerykańska Akademia Sztuki i Wiedzy Filmowej – Oscar 1994
- nominacja w kategorii najlepszy aktor drugoplanowy – Leonardo DiCaprio

Hollywoodzkie Stowarzyszenie Prasy Zagranicznej – Złoty Glob 1994
- nominacja w kategorii najlepszy aktor drugoplanowy – Leonardo DiCaprio

Stowarzyszenie Krytyków Filmowych z Los Angeles – Nagroda Specjalna 1993
- wygrana w kategorii Nagroda Nowego Pokolenia – Leonardo DiCaprio